# Xiaoxie
Xiaoxie (kinesiska: 小协镇, 小协) är en köping i Kina. Den ligger i provinsen Shandong, i den östra delen av landet, omkring 100 kilometer sydost om provinshuvudstaden Jinan. Antalet invånare är 44817. Befolkningen består av 22 498 kvinnor och 22 319 män. Barn under 15 år utgör 16,0 %, vuxna 15-64 år 72 %, och äldre över 65 år 10,0 %.
Genomsnittlig årsnederbörd är 912 millimeter. Den regnigaste månaden är juli, med i genomsnitt 310 mm nederbörd, och den torraste är januari, med 4 mm nederbörd.